# Министерство искусства и культуры ЮАР
Министерство искусства и культуры ЮАР способствует, поддерживает, развивает и защищает искусство, культуру и наследие Южной Африки. Исторические памятники, музеи и памятники страны также входят в юрисдикцию министерства. Глава министра культуры и искусств с 2010 года - Лулама Сингвана.
Из госбюджета 2010 года министерство получило 2406 млн. рандов, и работал в нем 461 сотрудник.